# 贊博區

15°37′S 30°27′E / 15.617°S 30.450°E
贊博區（英語：Zumbo District），是莫桑比克的行政區，位於該國西北部，由太特省負責管轄，首府設於宗博，東面是馬拉維亞區，北面和西面與贊比亞接壤。